# Jean de La Bruyère
Jean de La Bruyère (ur. 16 sierpnia 1645 w Paryżu, zm. 10 maja 1696 w Wersalu) – francuski pisarz i moralista.
Studiował prawo w Orleanie, później od 1684 r. przebywał na dworze Kondeuszów. Opublikował Charaktery, czyli Przymioty Teofrasta (pierwsze wydanie w 1688 r., ostateczna wersja dzieła – 1696 r.). Dzieło, w którym Le Bruyère wykorzystał swoje obserwacje z okresu przebywania u Kondeuszów, przedstawia różne typy ludzi oraz zawiera krytyczne uwagi na temat francuskiego społeczeństwa. Przeciwnicy blokowali jego wybór do Akademii Francuskiej, ale ostatecznie został wybrany w 1693 r. (zasiadał w fotelu 36.).